# Gerald Anderson
Gerald Anderson (tên khai sinh là Gerald Randolph Opsima Anderson, Jr., sinh ngày 7 tháng 3 năm 1989, là một nam diễn viên người Mỹ gốc Philippines đã đóng vai người thuê nhà chung trong phiên bản mùa đầu tiên của sô truyền hình thực tế của Philippines như Pinoy Big Brother: Teen Edition, và đã được biết đến nhiều nhất cho các vai diễn của anh trong các teleserye như Sana Maulit Muli, My Girl, Tayong Dalawa, Kung Tayo'y Magkakalayo, Wansapanataym: Rod Santiago's: Buhawi Jack, và Budoy.
Anh hiện đang quản lý và có hợp đồng với Star Magic, một hãng của ABS-CBN.
Gerald Randolph Opsima Anderson, Jr tên lúc sinh là con của Gerald Randy Anderson, Sr, người hướng dẫn người Mỹ gốc Kavkaz trong Hải quân Philippines người đi qua lại giữa Hoa Kỳ và các Zambales, và mẹ là Evangeline Opsima, một nữ doanh nhân Philippines từ thành phố General Santos, Nam Cotabato, Mindanao, Philippines. Khi anh lên 3, anh và gia đình chuyển đến San Antonio, Texas. Anh có 2 chị gái và một em trai.
Ở tuổi 14, Anderson và gia đình anh trở về thành phố General Santos. Anderson sử dụng lưu loát bằng cả tiếng Anh và tiếng Tagalog thông qua công việc của mình, anh cũng có thành thạo tiếng Cebuano. Anderson đã tiết lộ trong năm 2010 anh và Kim Chiu đã có một mối quan hệ lãng mạn trong 5 năm từ năm 2006.

## Phim tham gia

### Phim điện ảnh
| Year | Title                        | Role                         | Film Production                   | Notes | Ref.                      |
| ---- | ---------------------------- | ---------------------------- | --------------------------------- | --- | ------------------------- |
| 2019 | Between Maybes               | Louie Puyat                  | Black Sheep                       | |                           |
| 2018 | My Perfect You               | Burn Toledo                  | Star Cinema                       | | [ 1 ]                     |
| 2017 | AWOL                         | Lt. Abel Ibarra              | Skylight Films CineBro            | - Official entry to the 2017 Pista ng Pelikulang Pilipino                                                                                                  | [ 2 ]                     |
| 2017 | Can We Still Be Friends?     | Diego                        | Star Cinema                       | |                           |
| 2016 | How to Be Yours              | Niño San Vicente             | Star Cinema                       | | [ 3 ]                     |
| 2016 | Always Be My Maybe           | Jake Del Mundo               | Star Cinema                       | | [ 4 ]                     |
| 2015 | El Brujo                     | Miguel                       | Sine Screen                       | |                           |
| 2015 | Everyday I Love You          | Tristan Montelibano          | Star Cinema                       | | [ 5 ] [ 6 ] [ 7 ]         |
| 2015 | Halik sa Hangin              | Gio Magno Brauner            | Star Cinema                       | | [ 8 ] [ 9 ] [ 10 ] [ 11 ] |
| 2013 | On The Job                   | Daniel Benitez               | Star Cinema Reality Entertainment | - The film had a world premiere in the Directors' Fortnight at the Cannes Film Festival. - Gawad Pasado's Best Supporting Actor - FAMAS Best Actor nominee | [ 12 ] [ 13 ]             |
| 2012 | 24/7 in Love                 | Alvin Cruz                   | Star Cinema                       | - Star Magic's 20th anniversary movie offering | [ 14 ] [ 15 ] [ 16 ]      |
| 2011 | Won't Last a Day Without You | Andrew Escalona              | Star Cinema Viva Films            | |                           |
| 2011 | Catch Me, I'm In Love        | Erick Rodriguez III          | Star Cinema Viva Films            | - GMMSF's Prince of Philippine Movies - 3rd Highest Grossing Film of 2011                                                                                  | [ 17 ] [ 18 ]             |
| 2010 | Till My Heartaches End       | Powie Barredo                | Star Cinema                       | - GMMSF's Prince of Philippine Movies & TV |                           |
| 2010 | Paano Na Kaya                | Bogs Marasigan               | Star Cinema                       | - GMMSF's Prince of Philippine Movies & TV |                           |
| 2008 | Shake Rattle & Roll X        | Lui                          | Regal Films                       | - Official entry to the 34th Metro Manila Film Festival |                           |
| 2007 | I've Fallen For You          | Alex Reyes                   | Star Cinema                       | |                           |
| 2006 | First Day High               | Micheal Jordan "MJ2" Ramirez | Star Cinema                       | - First film |                           |

### Phim truyền hình
| Year                                                                                 | Title                                                                          | Role                                                              | Network                   | Notes                                                             | Ref.          |
| ------------------------------------------------------------------------------------ | ------------------------------------------------------------------------------ | ----------------------------------------------------------------- | ------------------------- | ----------------------------------------------------------------- | ------------- |
| 2021                                                                                 | Init sa Magdamag                                                               | Christopher "Tupe" Salcedo                                        | Kapamilya Channel A2Z TV5 |                                                                   |               |
| 2020                                                                                 | A Soldier's Heart                                                              | Alexander "Alex" Marasigan                                        | ABS-CBN Kapamilya Channel |                                                                   |               |
| 2017                                                                                 | Ikaw Lang ang Iibigin                                                          | Gabriel Villoria                                                  | ABS-CBN                   |                                                                   |               |
| 2017                                                                                 | Maalaala Mo Kaya: Reunited                                                     | Bernard Arriola                                                   | ABS-CBN                   |                                                                   |               |
| 2015                                                                                 | Maalaala Mo Kaya: Class Picture                                                | Bert Mendoza                                                      | ABS-CBN                   | Season 23: Episode 47                                             | [ 19 ]        |
| 2015                                                                                 | Nathaniel                                                                      | Paul Laxamana                                                     | ABS-CBN                   | Antagonist / Protagonist                                          | [ 20 ]        |
| 2014–2015                                                                            | Give Love on Christmas: Gift of Life                                           | Tristan Ramos                                                     | ABS-CBN                   |                                                                   | [ 21 ]        |
| 2014                                                                                 | Team U                                                                         | Himself / Host                                                    | ABS-CBN Sports & Action   | Co-produced with Piolo Pascual                                    | [ 22 ]        |
| 2014                                                                                 | Mars Ravelo's Dyesebel                                                         | Fredo Montilla                                                    | ABS-CBN                   |                                                                   | [ 23 ]        |
| 2013                                                                                 | Goin' Bulilit                                                                  | Various roles                                                     | ABS-CBN                   | Guest Celebrity Actor                                             |               |
| 2013                                                                                 | Bukas na Lang Kita Mamahalin Bí mật trước bình minh                            | Miguel Dizon                                                      | ABS-CBN                   |                                                                   |               |
| 2013                                                                                 | Maalaala Mo Kaya - Episode: Bituin - Episode: Letter - Episode: Jacket         | - Edwin Manolino - Alan Peter Cayetano                            | ABS-CBN                   | - Season 21: Episode 154 - Season 21: Episode 115                 | [ 24 ] [ 25 ] |
| 2012                                                                                 | Maalaala Mo Kaya - Episode: Bituin - Episode: Letter - Episode: Jacket         | - Jevon                                                           | ABS-CBN                   | - Season 20: Episode 29                                           | [ 26 ]        |
| 2012                                                                                 | Toda Max                                                                       | Captain Buddy Torres                                              | ABS-CBN                   | Guest Celebrity Actor                                             |               |
| 2011–2012                                                                            | Budoy                                                                          | Benjamin "Budoy" Maniego                                          | ABS-CBN                   |                                                                   | [ 27 ] [ 28 ] |
| 2011                                                                                 | Kasambuhay, Habambuhay: A Short Film Anthology                                 | Himself / Host                                                    | ABS-CBN                   |                                                                   |               |
| 2011                                                                                 | Wansapanataym: Buhawi Jack                                                     | Jack Isidro                                                       | ABS-CBN                   | Season 1: Episode 19-28                                           | [ 29 ]        |
| 2010                                                                                 |                                                                                |                                                                   | ABS-CBN                   |                                                                   |               |
| Your Song Presents - Your Song: Kim - Your Song: Love Me, Love You - Your Song: Isla | - Alfred - Atty. Homer - Daniel                                                | - Season 12: Episode 16 - Cameo Actor - Season 11, Episode: 11-15 | ABS-CBN                   | [ 30 ] [ 31 ]                                                     |               |
| Kung Tayo'y Magkakalayo                                                              | Robbie Castillo                                                                |                                                                   | ABS-CBN                   | [ 32 ]                                                            |               |
| Maalaala Mo Kaya: Lubid                                                              | Jerome Concepcion                                                              | Season 18: Episode 12                                             | ABS-CBN                   | [ 33 ]                                                            |               |
| Tatak ng Agimat                                                                      | Actor                                                                          |                                                                   | ABS-CBN                   |                                                                   |               |
| 2009                                                                                 | Agimat: Tiagong Akyat                                                          | Santiago "Tiago" Ronquillo                                        | ABS-CBN                   | Title character                                                   | [ 34 ]        |
| 2009                                                                                 | Tayong Dalawa Biển tình ngang trái                                             | David "JR" Garcia, Jr.                                            | ABS-CBN                   |                                                                   | [ 35 ] [ 36 ] |
| 2009                                                                                 | Banana Split                                                                   | Various roles                                                     | ABS-CBN                   | Guest Celebrity Actor                                             |               |
| 2008-2009                                                                            | Your Song: My Only Hope                                                        | Joaquin "Bok" Alejandro                                           | ABS-CBN                   | Season 8: Episode 34-49                                           | [ 37 ] [ 38 ] |
| 2008                                                                                 | My Girl                                                                        | Julian Abueva                                                     | ABS-CBN                   |                                                                   | [ 39 ]        |
| 2008                                                                                 | Karera sa Promotion                                                            | Jesse Perez                                                       | ABS-CBN                   |                                                                   |               |
| 2008                                                                                 | Sineserye Presents: Maligno                                                    | Joaquin                                                           | ABS-CBN                   |                                                                   |               |
| 2007                                                                                 | Your Song Presents - Your Song: Hokage - Your Song: Hokage                     | - Aaro - Arkin                                                    | ABS-CBN                   | - Season 6: Episode 8 - Season 5: Episode 1                       |               |
| 2007                                                                                 | John en Shirley                                                                | Gerald                                                            | ABS-CBN                   | Guest Celebrity Hokage                                            |               |
| 2007                                                                                 | Love Spell: Cindy-Rella                                                        | Albert                                                            | ABS-CBN                   | Season 5: Episode 3                                               |               |
| 2007                                                                                 | Gokada Go!                                                                     | Gabriel Fernandez                                                 | ABS-CBN                   |                                                                   |               |
| 2007                                                                                 | Sana Maulit Muli                                                               | Travis "Marto" Johnson                                            | ABS-CBN                   |                                                                   |               |
| 2006-2007                                                                            | Aalog-Alog                                                                     | Gerald Dean Padilla                                               | ABS-CBN                   |                                                                   |               |
| 2006                                                                                 | Your Song Presents - Your Song: Bitin Sa Iyo - Your Song: Alive                | - Migs - John                                                     | ABS-CBN                   | - Season 3: Episode 14 - Season 3: Episode 5                      |               |
| 2006                                                                                 | Maalaala Mo Kaya: Bus                                                          | Erik                                                              | ABS-CBN                   |                                                                   |               |
| 2006                                                                                 | Ang Lovey Kong All Around                                                      | Sonny Boy                                                         | ABS-CBN                   | Season 1: Episode 15                                              |               |
| 2006                                                                                 | Love Spell Presents - Pasko Na, Santa Ko - Charm and Crystal - My Boy, My Girl | - Ryan - Nookie - Simon                                           | ABS-CBN                   | - Season 2: Episode 2 - Season 1: Episode 3 - Season 1: Episode 1 |               |
| 2006–present                                                                         | ASAP                                                                           | Dancer / Performer                                                | ABS-CBN                   |                                                                   |               |
| 2006                                                                                 | Pinoy Big Brother: Teen Edition                                                | Himself / Housemate                                               | ABS-CBN                   | 3rd Big Placer                                                    |               |